# Il volto dei potenti
Il volto dei potenti (Rollover) è un film del 1981 diretto da Alan J. Pakula e interpretato da Jane Fonda e Kris Kristofferson.
Il film segna il debutto sul grande schermo di Martha Plimpton (che all'epoca aveva 10 anni) e di Bob Gunton.
Kris Kristofferson ricevette una nomination come peggior attore ai Razzie Awards 1981, anno in cui era in lizza anche per I cancelli del cielo.
Il titolo originale, Rollover, è un termine finanziario che indica il rinnovo sistematico di una posizione in contratti derivati o strumenti finanziari (in particolare obbligazioni di breve durata), chiudendo alla scadenza la posizione aperta e accedendo contemporaneamente a una nuova con scadenza futura.

## Trama
Dopo la misteriosa morte del marito, l'ex-attrice Lee Winters riesce a prendere il suo posto come presidente del consiglio di amministrazione della Winterchem Corporation. Si associa in affari con Hub Smith, abilissimo banchiere, al quale è stata affidata la direzione della Borough National Bank, una banca sull'orlo del tracollo. Consigliata da Hub, Lee si accorda con degli Arabi e ottiene un finanziamento per rilevare e potenziare una fabbrica in Spagna. Gli utili saranno divisi a metà fra la compagnia americana e i finanziatori arabi. Ad affare concluso, Hub e Lee scoprono però che i capitali vengono trasferiti giorno per giorno in un deposito intestato agli Arabi che cambiano tutta la valuta in oro. È l'inizio di una serie di omicidi, ricatti e ultimatum che arriveranno a coinvolgere la finanza mondiale.

## Distribuzione
Il film venne distribuito nelle sale cinematografiche statunitensi a partire dall'11 dicembre 1981.

### Date di uscita
- USA (Rollover) - 11 dicembre 1981
- Australia (Rollover) - 16 luglio 1982
- Danimarca (Hemmelig forbindelse) - 30 luglio 1982
- Paesi Bassi - 2 settembre 1982
- Portogallo (A Face do Poder) - 29 ottobre 1982
- Finlandia (Suhteita) - 3 dicembre 1982
- Svezia (Det iskalla spelet) - 3 dicembre 1982
- Messico (Finanzamantes) - 23 dicembre 1982
- Austria (Das Rollover-Komplott) - maggio 1983
- Germania Ovest (Das Rollover-Komplott) - 13 maggio 1983

## Accoglienza

### Incassi
Il film ha incassato complessivamente $10.851.261 negli Stati Uniti.

### Critica
Il volto dei potenti ha ricevuto soprattutto critiche negative, a partire dalla sua uscita quando Janet Maslin sul New York Times giudicò deludente le prove di Jane Fonda e Kris Kristofferson e la regia superficiale e inefficace, aggiungendo che il film «non funziona né come storia d'amore né come satira, e non è nemmeno il thriller che si propone di essere».
Dustin Sklavos di The Sleepless Movie Review ha parlato di «un guazzabuglio di idee buone e cattive, con scene ampollose e una trama quasi impenetrabile per lo spettatore medio», mentre sulla rivista Variety il film è stato definito: «un thriller politico-romantico fondamentalmente deludente».
Il critico Morando Morandini nel suo dizionario riporta: «Prima di arrivare a un finale catastrofico di fantasociologia bancaria, il film mescola con impaccio le carte del delitto, del mistero e del dramma passionale. Vorrebbe essere complesso, è soltanto complicato».